# Полыновский
Полы́новский — посёлок в Будённовском районе (муниципальном округе) Ставропольского края России. 

## География
Расстояние до краевого центра: 185 км.
Расстояние до районного центра: 11 км.

## История
До 16 марта 2020 года посёлок входил в упразднённый Покойненский сельсовет.

## Население
| 1989 | 2002 | 2010 | 2012 | 2014 |
| ---- | ---- | ---- | ---- | ---- |
| 227  | ↗243 | ↗258 | ↘237 | ↘200 |

По данным переписи 2002 года в национальной структуре населения преобладают русские (69 %).

## Инфраструктура
Медицинскую помощь оказывает фельдшерско-акушерский пункт.